# Chiesa di Sant'Orsola (Brescia)
La chiesa di Sant'Orsola è una chiesa di Brescia, situata lungo via Moretto, fra la chiesa di Santa Croce e l'intersezione con via Gramsci. Costruita all'inizio del Seicento dalle Orsoline con l'obiettivo di espandere la propria comunità religiosa cittadina, dopo la soppressione del 1797 fu recuperato dai frati del Fatebenefratelli che insediarono un grande ospedale nel convento annesso, ancora oggi attivo. La chiesa rappresenta oggi la cappella del centro sanitario, ma la messa serale giornaliera è sempre aperta al pubblico. 

## Storia
Le suore della congregazione delle Orsoline, fondata nel Cinquecento da sant'Angela Merici con sede nell'antica chiesa di Sant'Afra, oggi chiesa di Sant'Angela Merici, decidono agli inizi del Seicento di espandere la propria influenza in città, fondando a tal proposito un'ulteriore chiesa dove operare. Nel 1620, il dottor Nicolò Solaro di Asti dona generosamente alle consorelle della compagnia una sua abitazione vicino alla chiesa di Santa Croce dove erigere il nuovo edificio di culto. Nel 1627 la chiesa è già eretta e viene dedicata a sant'Orsola. La consacrazione arriva due anni dopo, nel 1629. L'espansione del monastero avviene rapidamente: nel 1656, durante una visita pastorale, il cardinale Pietro Ottoboni rileva una comunità di ben 250 religiose e sette cappellani. Dopo la soppressione degli ordini religiosi nel 1797, la chiesa e l'attiguo convento passano a un collegio maschile e, alla fine dell'Ottocento, all'istituto dei Fatebenefratelli, che da allora la utilizzano come cappella dell'ospedale da loro fondato negli edifici annessi. Durante il Novecento subisce un vasto intervento decorativo per mano di Vittorio Trainini, che tocca varie parti della chiesa, dalle vetrate agli altari, agli affreschi. In quanto cappella dell'ospedale attiguo, la chiesa è solitamente chiusa, ma la messa serale giornaliera è sempre aperta al pubblico.

## Struttura
La facciata, semplice e snella, è impostata su due ordini divisi da una trabeazione mediana. Quattro lesene equidistanti scandiscono quello inferiore inquadrando il portale d'ingresso, decorato da una cimasa triangolare e sormontato da un affresco raffigurante sant'Orsola all'interno di una cornice mistilinea. Il dipinto è stato eseguito nel Seicento da Giovanni Mauro della Rovere e restaurato nel 1748 da Antonio Dusi. Ai lati si aprono invece due finestre. Nel comparto superiore è collocato il finestrone centrale e un frontone triangolare conclude il prospetto.
All'interno, la chiesa si sviluppa su navata unica coperta da volta a botte. Le pareti sono decorate da arcate incorniciate da lesene di ordine corinzio che accolgono le due cappelle laterali, poste a metà dell'aula.

## Opere
Le spoliazioni operate all'inizio dell'Ottocento hanno portato alla dispersione delle varie opere d'arte che la chiesa doveva evidentemente contenere. La letteratura artistica antica segnala infatti la presenza di diverse opere tra cui una Sant'Orsola e le Vergini di Bernardino Gandino, figlio del più noto Antonio Gandino, una Santa Caterina con il Bambino Gesù di Ottavio Amigoni e uno stendardo con lo Sposalizio mistico di Santa Caterina e Sant'Orsola di Pietro Marone. Le opere oggi custodite, pertanto, sono in larga parte di produzione ottocentesca e novecentesca, posizionate dai frati del Fatebenefratelli.
In controfacciata risalta la tribuna dell'organo, sostituito nel 1933 da uno strumento di Armando Macarinelli sia per ragioni di vetustà del precedente, sia per un incendio che ne aveva danneggiato la cassa. I riquadri che adornano la balaustra lignea decorata a finto marmo recano vari strumenti musicali intagliati a bassorilievo e dorati. Lateralmente si aprono le vetrate ideate da Vittorio Trainini rappresentanti due grandi angeli, mentre nel finestrone sommitale è raffigurata la Madonna con Bambino e i santi Raffaele e Giovanni di Dio. Sempre al Trainini è attribuito il simbolico Pellicano dipinto a monocromo al centro della volta e i decori sul fregio sulla trabeazione, dove putti e angioletti si alternano ad anfore e motivi floreali.
La cappella a destra, rinnovata dopo il 1861,  è dedicata a san Giovanni di Dio, vissuto nel Cinquecento e fondatore dell'ordine dei Fatebenefratelli. L'ancona lignea dorata, con alla base angeli reggi fiaccola, è opera della bottega dei Poisa. La pala, dipinta nel 1989 da Gabriele Saleri, raffigura San Giovanni di Dio mentre assiste gli abbandonati e i moribondi. Verso la pala centrale convergono le due figure ad affresco, collocate sulla parete, di San Raffaele arcangelo a sinistra e di San Giovanni Evangelista a destra, realizzate sempre dal Trainini nel 1930.
Il presbiterio ha sviluppo ampio con soffitto coperto da una cupola emisferica sul cui fondo, dorato dalla ditta Poisa e inciso da fitto intreccio di ovati con volti angelici, nel 1950 il Trainini ha rappresentato i Sette doni dello Spirito Santo, oltre alle Virtù nei tre lunettoni di imposta, ai simboli degli evangelisti nei pennacchi e alle architetture monocrome contornanti le bifore nelle pareti laterali, testimonianza dell'antico matroneo del convento. Sull'altare maggiore risalta la pala con il Martirio di Sant'Orsola, dai colori chiari e luminosi, realizzata nel 1748 da Giovanni Battista Pittoni. Il pittore raffigura con grande vivacità la scena del martirio della santa, con quest'ultima attorniata dalle compagne sulla riva del mare mentre sta per cadere a terra colpita da una freccia.
Nella cappella di sinistra è collocata l'immagine della Madonna del Buon Consiglio, molto venerata dai Fatebenefratelli. La cornice lignea che contiene la pala viene realizzata nel 1950 dai Poisa su disegno del Trainini. Nella chiesa sono esposte altre quattro opere di Gabriele Saleri, raffiguranti religiosi dell'Ordine Ospedaliero di San Giovanni di Dio e appese sugli architravi al centro di ogni intercolumnio tra le lesene perimetrali: la prima a sinistra rappresenta Sant'Eustachio Kugler, l'opposta il Beato Benedetto Menni, la seconda a destra è San Giovanni il Grande e la seconda a sinistra San Riccardo Pampuri.

## Organo
Sulla cantoria situata a ridosso della controfacciata, vi è l'organo Maccarinelli, costruito nel 1933 e in seguito più volte restaurato in sostituzione di un organo Bolognini che, a sua volta, era stato sostituito da un organo Tonoli. La mostra, incorniciata fra due robuste colonne corinzie dorate che sorreggono un timpano triangolare, è costituita da tre cuspidi di canne del registro "principale 8'". L'organo è a trasmissione pneumatica ed ha due tastiere di 61 tasti ciascuna e una pedaliera di 27 note.